# 줄파구

줄파구(아제르바이잔어: Culfa rayonu)는 아제르바이잔의 자치 공화국인 나흐츠반 자치 공화국 동부에 위치한 구로 행정 중심지는 줄파이며 면적은 1,000km2, 인구는 35,900명(1999년 기준)이다. 북쪽으로는 아르메니아, 남쪽으로는 이란과 국경을 접한다.